# Saison 2017 des Brewers de Milwaukee
La saison 2017 des Brewers de Milwaukee est la 49e saison en Ligue majeure de baseball pour cette franchise, sa 48e depuis son installation dans la ville de Milwaukee, et sa 20e depuis son passage de la Ligue américaine à la Ligue nationale.
Les Brewers sont l'une des équipes surprises de la saison 2017, déjouant les pronostics avec une bonne saison de 86 victoires et 76 défaites. Ils sont compétitifs toute l'année, menant la division Centrale de la Ligue nationale aussi tard que le 25 juillet et terminant en seconde position, 6 matchs derrière les Cubs de Chicago, à seulement une victoire d'une qualification aux séries éliminatoires. C'est pour Milwaukee une première saison gagnante depuis 2014 et 13 matchs gagnés de plus qu'en 2016. 

## Saison régulière
La saison régulière de 162 matchs des Brewers débute le 3 avril 2017 par la venue à Milwaukee des Rockies du Colorado pour le match d'ouverture, et se termine le 1er octobre suivant. 

### Classement
| Ligue nationale division Centrale | V  | D  | %    | Diff. | Diff. (séries) |
| --------------------------------- | -- | -- | ---- | ----- | -------------- |
| Cubs de Chicago                   | 92 | 70 | ,568 | -     | -              |
| Brewers de Milwaukee              | 86 | 76 | ,531 | 6     | 1              |
| Cardinals de Saint-Louis          | 83 | 79 | ,512 | 9     | 4              |
| Pirates de Pittsburgh             | 75 | 87 | ,463 | 17    | 12             |
| Reds de Cincinnati                | 68 | 94 | ,420 | 24    | 19             |